# Jiangmen Underground Neutrino Observatory
Das Jiangmen Underground Neutrino Observatory (JUNO) ist ein chinesisches, unterirdisches Neutrinoobservatorium im Aufbau. Das Observatorium liegt nahe der südchinesischen Stadt Jiangmen in der Provinz Guandong. Erste Messungen werden nach mehreren Verzögerungen in der zweiten Jahreshälfte 2025 erwartet. Der internationalen JUNO-Kollaboration gehören Stand 2024 rund 700 Mitglieder von 69 Institutionen aus 17 Ländern an, darunter auch mehrere deutsche Organisationen.

## Geschichte
Wissenschaftlich und technologisch baut JUNO unter anderem auf den Neutrino-Experimenten Borexino und Double-Chooz auf. Es ist der direkte Nachfolger des chinesischen Daya-Bay-Experiment. Der Bau wurde 2013 von der Chinesischen Akademie der Wissenschaften beschlossen. Betreut wird es vom Institut für Hochenergiephysik der Chinesischen Akademie der Wissenschaften (IHEP). Offizieller Baubeginn war am 10. Januar 2015. Damals war geplant, den Messbetrieb 2020 aufzunehmen, was sich durch Schwierigkeiten beim Bau mehrfach verzögerte.
Am 18. Dezember 2024 begann die zweistufige Befüllung der Apparatur, im ersten Schritt mit ultrareinem Wasser, das mit einer Rate von rund 100 Tonnen pro Stunde eingeleitet wird. In einem zweiten Schritt wird ein Teil des Wassers durch sie Szintillatorflüssigkeit ersetzt. Für den gesamten Vorgang sind acht Monate eingeplant. Messbeginn wäre dann in der zweiten Jahreshälfte 2025.

## Messprinzip
Neutrinos sind Elementarteilchen, die lediglich der schwachen Wechselwirkung unterliegen und daher weite Strecken unbeeinflusst zurücklegen können, weil sie nicht auf elektromagnetische Felder reagieren und auch mit Materieansammlungen nur selten reagieren. Deshalb benötigt man extrem große Detektionsvolumina, um überhaupt Reaktionen beobachten zu können. JUNO verwendet dafür 20.000 Tonnen einer organischen, mineralölähnlichen Flüssigkeit in einer Plexiglas-Kugel mit 35 Metern Durchmesser. Der Flüssigszintillator basiert auf LAB (lineares Alkylbenzol), das mit 2,5 g/L PPO (2,5-Diphenyloxazol) als primärem Luminophor und 3 mg/L Bis-MSB (p-bis-(o-methylstyryl)-benzol) zur Wellenlängenverschiebung dotiert wird. Manche Neutrinos wechselwirken mit diesem Szintillator-Material, wodurch Lichtblitze ausgelöst werden, die von insgesamt 45.000 Photomultipliern auf der Kugeloberfläche detektiert werden.

## Technisches Design
Um äußere Einflüsse abzuschirmen, welche die gewünschten Neutrino-Signaturen überdecken würden, wurde der Szintillations-Detektor in 700 Metern Tiefe unter Granit-Gestein angelegt. Zusätzlich ist er mit einem wassergefüllten Becken umgeben, das die radioaktive Strahlung des Gesteins und weitere Störeffekte abschirmt. Gleichzeitig dient das Wasser (mit weiteren Photomultipliern) als Tscherenkow-Detektor für kosmische Myonen. Zusammen mit einem weiteren Myon-Detektor am oberen Ende des Wasserpools, dient es als Myon-Veto, um durch Myonen erzeugte Störsignale zu detektieren.
JUNO kann Neutrinos aus verschiedenen Quellen beobachten, darunter kosmische und geologische Neutrinos. Hauptquelle werden aber die zwei Atomreaktorenstandorte Yangjiang und Taishan in jeweils 53 km Entfernung sein. Sie verursachen einen ständigen Strom von Elektron-Antineutrinos. Diese Antineutrinos können beim Zusammenstoß mit einem Proton des Szintillator-Materials durch einen inversen Betazerfall (β−-Zerfall) ein Positron und ein Neutron erzeugen. Das Positron deponiert seine Energie sehr schnell, wodurch ein sofortiges Lichtsignal entsteht. Das Neutron wird nach durchschnittlich 200 µs von einem Proton eingefangen und emittiert dabei ein 2,2 MeV Gammaquant, was ein entsprechend verzögertes Signal erzeugt. Ein solches Signal-Paar im Detektor ist dann eine klar erkennbare Neutrino-Signatur. Aufgrund der bekannten Atomreaktor-Charakteristik rechnen die Forscher mit rund 40 dieser Ereignisse pro Tag.

## Wissenschaftliche Zielsetzung
Hauptsächliche wissenschaftliche Zielsetzung ist die Bestimmung der Neutrino-Massenhierarchie aus Messungen an den Reaktor-Neutrinos. Neutrinos kommen in drei Arten vor, den Elektron-, Myon- und Tau-Neutrinos. Diese Arten können sich in einander umwandeln, was als Neutrinooszillation bezeichnet wird. Aus den beobachteten Oszillationsmustern sind Rückschlüsse auf die Masse der Teilchen möglich. Dabei wird mit einer nötigen Messzeit von fünf Jahren zur Klärung der Massenhierarchie gerechnet, um genügend viele Neutrino-Reaktionen einsammeln zu können. Um die Messung möglich zu machen, soll JUNO eine bisher unerreichte Sensitivität und eine Genauigkeit von 3 % Energieauflösung bei 1 MeV erreichen.
JUNO wird außerdem Neutrinos aus atmosphärischen, kosmischen und geologischen Quellen beobachten. Die Daten werden auch auf unerwartete Ereignisse und neue Physik untersucht.

## Organisation und Zusammenarbeit
Die internationale Forschungsgruppe JUNO-Kollaboration wurde 2014 gegründet. Zu ihr gehörten bei Baubeginn 2015 rund 200 Mitglieder von fünfzig Institutionen aus Asien, Amerika und Europa, davon sechs Institute aus Deutschland. Stand 2024 hat die Kollaboration rund 700 Mitglieder von 69 Institutionen aus 17 Ländern und Regionen. Sprecher der Kollaboration ist Wang Yifang, Physiker und bis Oktober 2024 Direktor des IHEP.
Aus Deutschland beteiligte Institutionen sind: Eberhard Karls Universität Tübingen (Physikalisches Institut), GSI Helmholtzzentrum für Schwerionenforschung Darmstadt, Universität Hamburg (Institut für Experimentalphysik), Johannes Gutenberg-Universität Mainz (Institut für Physik und Exzellenzcluster PRISMA), RWTH Aachen (III. Physikalisches Institut B), Technische Universität München. Die deutsche Beteiligung wird seit 2016 im Rahmen einer Forschungsgruppe durch die Deutsche Forschungsgemeinschaft (DFG) organisiert und gefördert.